# Haematopus leucopodus
El ostrero magallánico (Haematopus leucopodus) también llamado ostrero austral, pilpilén austral, pilpilén overo, fil-fil y huasito, es una especie de ave caradriforme de la familia Haematopodidae que habita en las costas marinas y lagunas de la Patagonia, en el sur de América del Sur.

## Distribución
Este ostrero es un habitante característico de la Patagonia, tanto en el sector chileno: la Patagonia chilena, como en el sector argentino: la Patagonia argentina, así como en las islas australes, incluida las islas Malvinas. En Chile se lo encuentra desde la isla de Chiloé y costas de Llanquihue hacia el sur, migrando en el invierno ocasionalmente más al norte, hasta Corral en la desembocadura del río Valdivia, frente a la localidad de Niebla. En Argentina nidifica en las  provincias de: Tierra del Fuego Antártida e Islas del Atlántico Sur, Santa Cruz y Chubut, migrando en invierno hacia el norte, encontrándose escasamente en las costas de Río Negro y Provincia de Buenos Aires.

## Descripción
El ostrero austral es básicamente negro y blanco. Sus ojos son amarillos con el círculo periocular también amarillo, lo que lo diferencia fácilmente de la especie próxima y simpátrica, el ostrero americano, pardo, o común (Haematopus palliatus). Su cabeza es toda negra brillante al igual que el manto, siendo pardo en H. palliatus; ambos presentan el abdomen blanco, pero este último muestra una entrada blanca que separa el pecho oscuro del borde del ala plegada, mientras que en H. leucopodus el pecho negro contacta con el ala. En vuelo muestra en las secundarias una banda de color blanco hasta el ápice de las mismas, mientras que en H. palliatus estas plumas poseen el ápice pardo. La cola es negra con blanco en la base. El pico es largo, rojo anaranjado, y achatado por los costados, característica de esta familia de aves, desarrollado de esta manera para poder abrir conchas y extraer crustáceos adheridos a las rocas. Las patas son de color rosado claro a blanquecinas. Mide 44 cm de largo total. El juvenil posee el iris y el pico más oscuros.

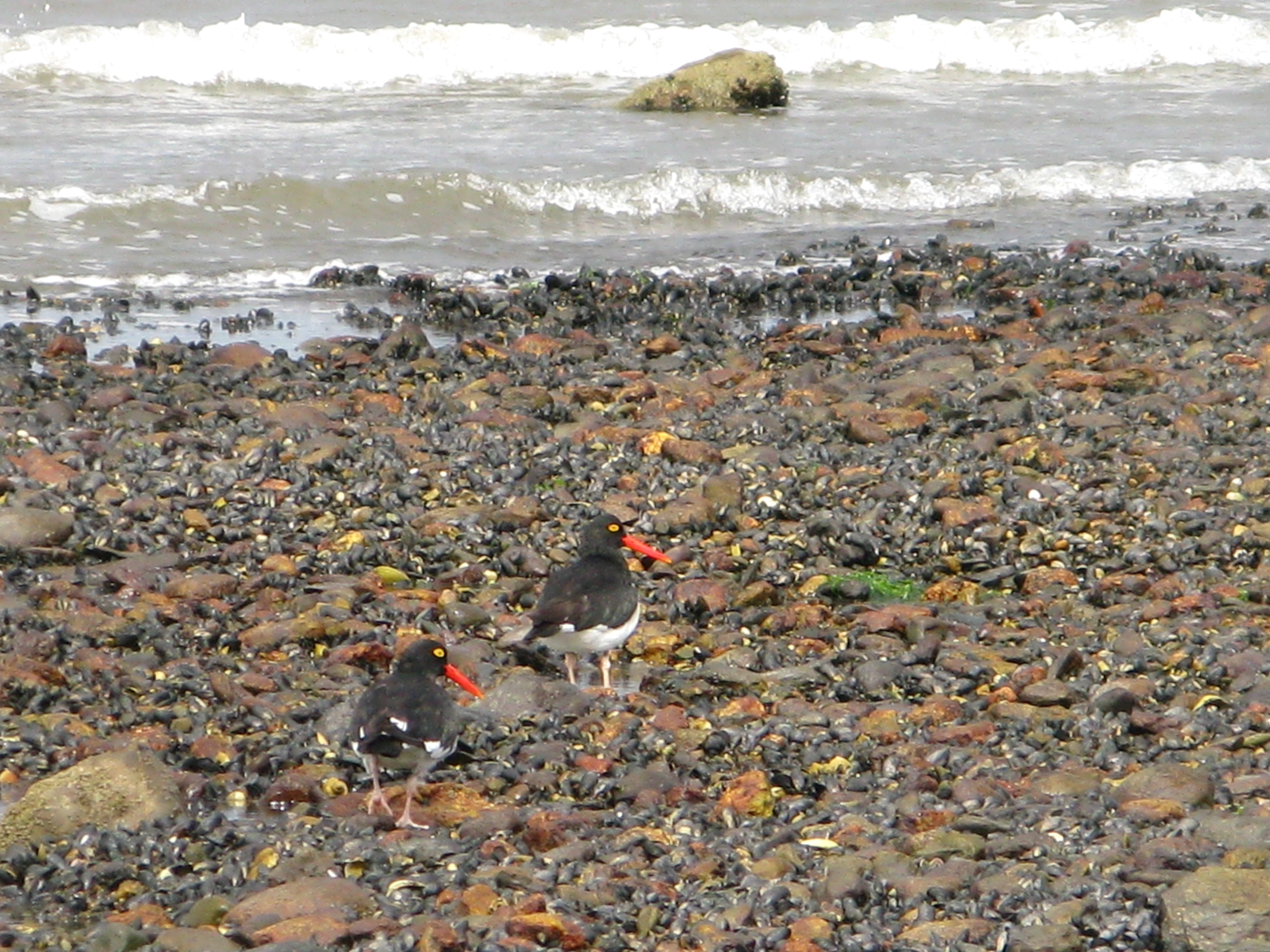
Una pareja de ostreros australes en Ushuaia.

## Hábitat
Vive en las playas rocosas o de pedregullo, tanto de las islas o costas marinas como de las lagunas del interior, a cientos de kilómetros del mar. En las costa de la provincia de Santa Cruz es frecuente ver en las mismas playas a las tres especies de ostreros patagónicos: el ostrero austral, el ostrero pardo (Haematopus palliatus), y el ostrero negro (Haematopus ater). 

## Alimentación
Se alimenta de crustáceos, ostras, mejillones y otros invertebrados marinos que abre con su pico, por lo que depende de las mareas bajas, descansando durante las mareas altas.  

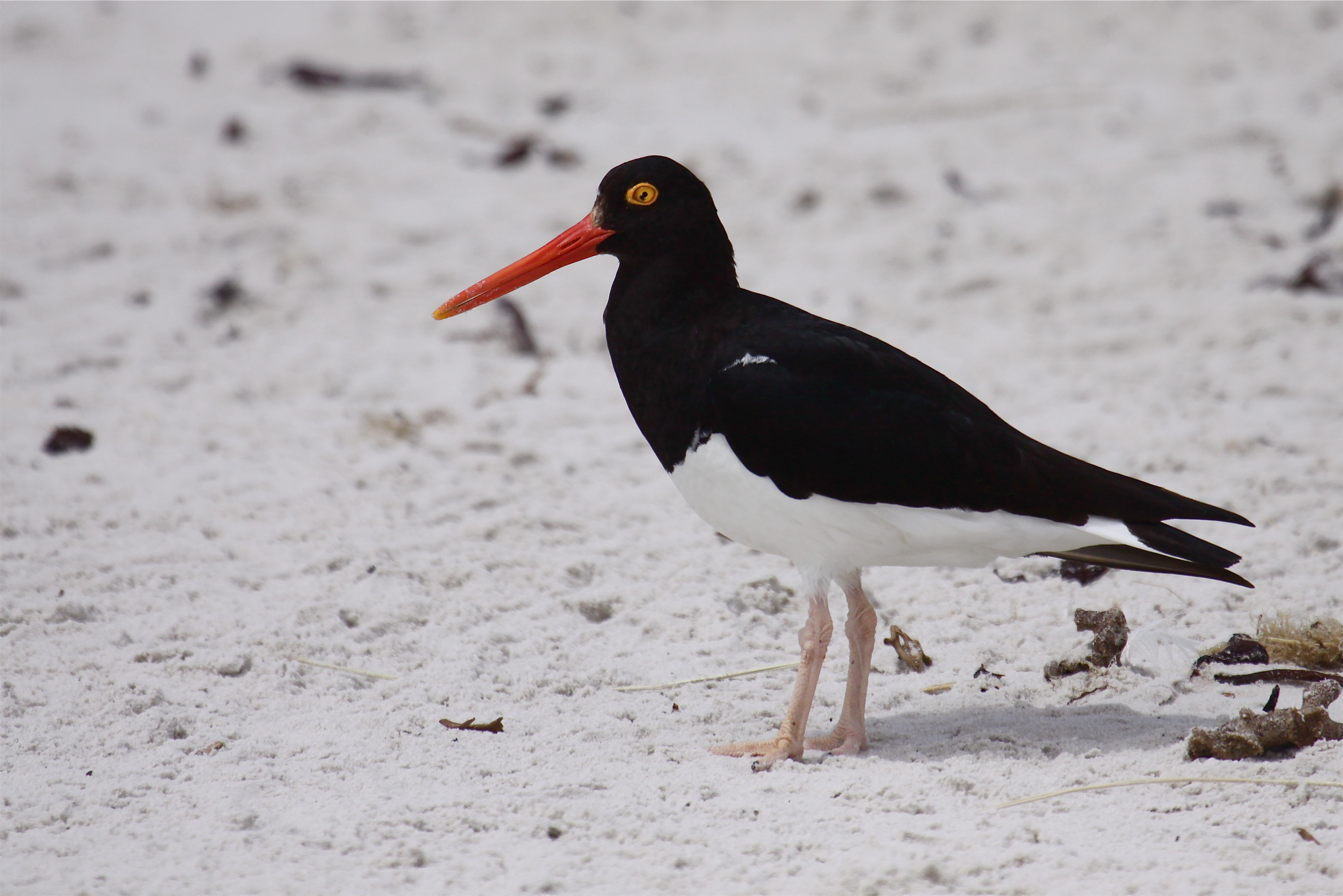
Un ejemplar adulto en las islas Malvinas.

## Nidificación
Suele nidificar tanto en las dunas o playas arenosas de la costa marítima, como también en estepas semihúmedas del interior. Su nido es una depresión redondeada, entre restos calcáreos de moluscos; allí coloca dos huevos.